# Eka Kurniawan
Eka Kurniawan (Tasikmalaya, 28 novembre 1975) è uno scrittore, giornalista e sceneggiatore indonesiano.
Ha studiato filosofia presso l'Università di Gadjah Mada a Yogyakarta. Scrive romanzi, racconti e sceneggiature per film. Le sue opere sono tradotte in più di 22 lingue. Il suo romanzo, Cantik Itu Luka, è stato incluso nella lista dei 100 libri notabili da The New York Times.

## Opere
Romanzi
- Cantik Itu Luka (2002). Yogyakarta: AKYPress & Penerbit Jendela. - La bellezza è una ferita, Marsilio, 2016
- Lelaki Harimau (2004). Giacarta: Gramedia Pustaka Utama. (ed. italiana: L'uomo tigre (2016). Metropoli d'Asia.)
- Seperti Dendam, Rindu Harus Dibayar Tuntas (2014). Giacarta: Gramedia Pustaka Utama.
- O (2016). Giacarta: Gramedia Pustaka Utama.

Racconti
- Corat-coret di Toilet (2000). Yogyakarta: Yayasan Aksara Indonesia.
- Gelak Sedih dan Cerita-cerita Lainnya (2005). Giacarta: Gramedia Pustaka Utama.
- Cinta Tak Ada Mati dan Cerita-cerita Lainnya (2005). Giacarta: Gramedia Pustaka Utama.
- Kumpulan Budak Setan (2010, con Intan Paramaditha e Ugoran Prasad). Giacarta: Gramedia Pustaka Utama.
- Perempuan Patah Hati yang Kembali Menemukan Cinta Melalui Mimpi (2015). Yogyakarta: Bentang Pustaka.

Saggi
- Pramoedya Ananta Toer dan Sastra Realisme Sosialis (1999). Yogyakarta: Yayasan Aksara Indonesia.